# Puyack
Pujack (en quechua: puma) es un sitio arqueológico en Perú.

## Ubicación
Se ubica a 3940 msnm, a uno 7 km al noreste del distrito de Miraflores en la provincia de Huamalíes dentro del departamento peruano de Huánuco.

## Descripción
Pujack fue un centro administrativo y residencial, el sitio arqueológico presenta estructuras circulares y cuadrangulares de diversos tamaños que están construidas a base de piedra no trabajadas y argamasa de barro. 

## Acceso
Es necesario llegar primero a la ciudad de Llata que es la capital de la provincia de Huamalíes, para luego mediante auto o bus enrumbar hacia el pueblo de Miraflores, capital del distrito homónimo situado a 20 km de la capital huamaliana, el cual cuenta con servicios de alojamiento y restaurantes. Desde allí a 5 km hacia el noreste por medio de un camino de herradura se llega a las ruinas. 